# 努里斯坦语支
努里斯坦语支（Nuristani languages；Kafiri languages）是印度-伊朗语族三大语支之一，使用人口约13万人，主要位于阿富汗东部及巴基斯坦开伯尔-普什图省吉德拉尔县，该地区人口为努里斯坦人。此前，该语支常被划入印度-雅利安语支内，但最终被单独划为印度-伊朗语族的第三语支。

## 语言

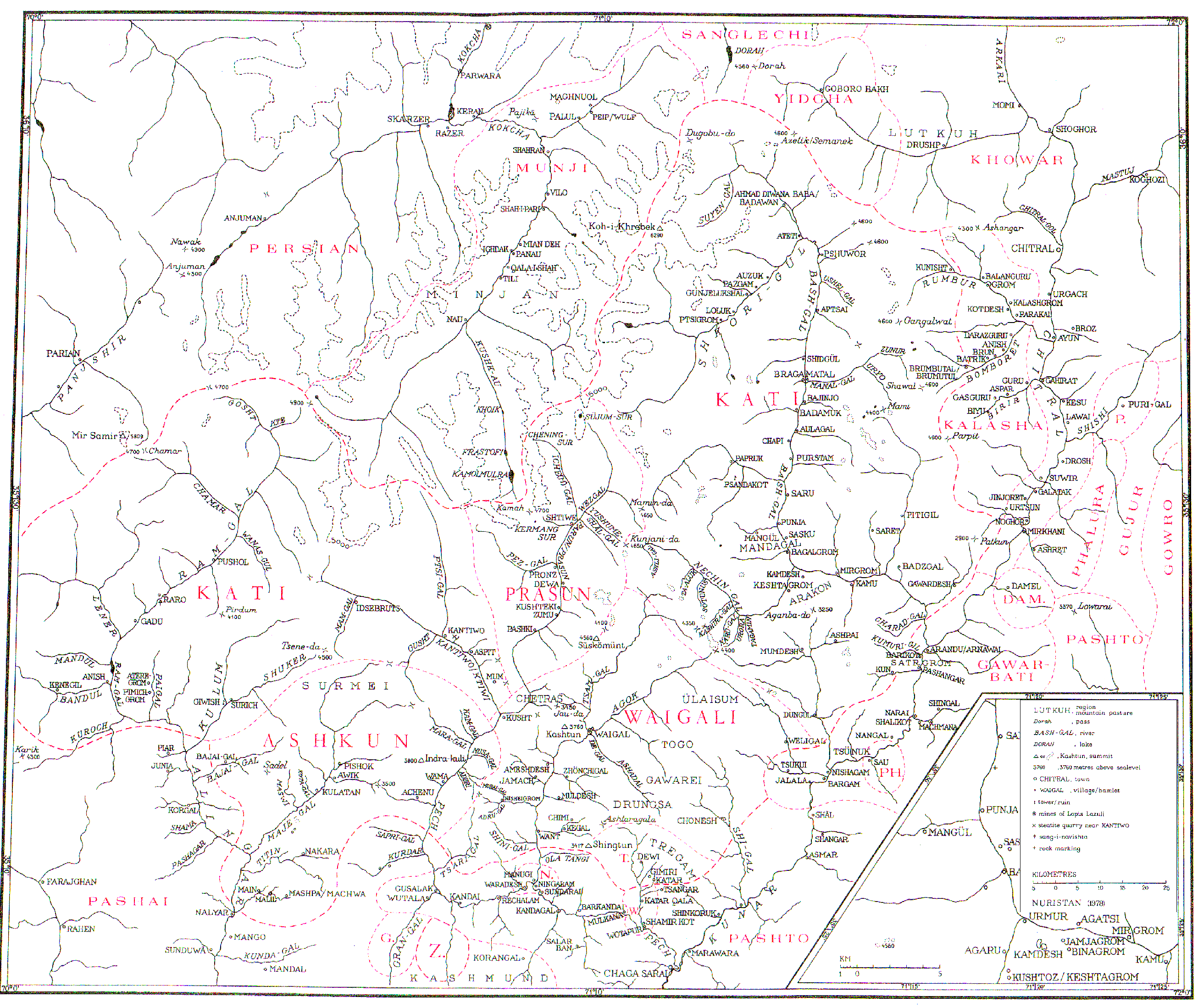
Georg Morgenstierne所制努里斯坦语支分布地图

- 北部语支：
  - 卡蒂语（英语：Katë language）（Bashgali，包括卡塔-瓦里方言（英语：Kata-vari dialect）、卡姆维里方言（英语：Kamviri dialect）、谢卡尼方言（英语：Shekhani dialect）、穆姆维里方言（英语：Mumviri dialect））4万使用者
  - 瓦西瓦里語（英语：Wasi-wari） 8千使用者
- 南部语支：
  - 阿什昆语（英语：Askunu language）4万使用者
  - 卡拉沙阿拉语（英语：Kalasha-ala）1.2万人使用
  - 特雷加米语（英语：Tregami language）3500使用者
  - 泽米亚基语（英语：Zemiaki language）500使用者

## 历史
直到19世纪，才有文献记载努里斯坦语。当地区较早的名称是卡菲里斯坦，语言被称为卡菲勒语；1896年皈依伊斯兰教后，已被现代的名称所取代。卡拉什人在文化与历史宗教方面与努里斯坦人非常接近，分为卡拉沙阿拉语和卡拉沙语。
关于努里斯坦语的起源及其在印度-伊朗语族内部的地位，有3种理论：
- 据Georg Morgenstierne的研究，是印度-伊朗语支下的3个分支之一（伊朗语支、印度-雅利安语支和努里斯坦语支）；
- 可能是印度-雅利安语支下的一支，因为其与达尔德语支有明显的相似处；
- 可能源于伊朗语支，后来受到印度-雅利安语（如达尔德语支）的影响。

努里斯坦语所在的地区在现代从未受到任何真正的中央政权的管辖。这些语言并没有得到语言学家希望给予的关注。考虑到估计讲这些语言的人数很少，它们必须被视为濒危语言。
很多努里斯坦人现在使用其他语言，如达利语、普什图语（阿富汗的两种官方语言）和巴基斯坦的科瓦语。

## 原始努里斯坦语
努里斯坦语最早与其他印度-伊朗语分化，可从Ruki定律在*u后不适用这一事实看出：Kam-viri /muˈsə/“鼠”。
努里斯坦语同伊朗语支是共同特点是不送气与气声音的合并，以及原始印度-伊朗语主要硬腭音的前移。后者在原始努里斯坦语中保留为齿塞擦音，而非伊朗语支主体那样变为咝音或齿间音（波斯语）。努里斯坦语的特点是没有发生印度-雅利安语/s/去口化为/h/的音变。后来，在除了坎维利语和特雷甘语之外的所有语言中都发生了*dz>/z/。
大部分努里斯坦语都是SOV语序，与大多数其他印度-伊朗语类似。邻近的达尔德语支克什米尔语则有动词第二顺位语序。

## 外部連結
- Reiko and Jun's Japanese Kalash Page （页面存档备份，存于） (in English)
- Hindi/Urdu-English-Kalasha-Khowar-Nuristani-Pashtu Comparative Word List （页面存档备份，存于）
- Richard Strand's Nuristân Site （页面存档备份，存于） This site is the primary source on the linguistics and ethnography of Nuristân and neighboring regions, collected and analyzed over the last forty years by the leading scholar on Nuristân.

template:Nuristani languages